# MHK Dinamo Kharkiv
Le MHK Dinamo Kharkiv (en ukrainien : МХК Динамо Харків) est un club de hockey sur glace de Kharkiv en Ukraine. Il évolue dans l'UHL, le championnat ukrainien.

## Historique
Le club est créé en 1979.

## Palmarès
- Néant.